# Creek Mary's Blood
„Creek Mary's Blood“ (на български: „Вадичка от кръвта на Мери“) е песен на Nightwish от последния им албум „Once“, излязъл през 2004. Песента се различава от останалите, тъй като в нея участва като гост-музикант американецът от индиански произход Джон Ту-Хоукс. Той свири на флейта и чете поемата в песента.
Песента е записана и само в оркестрална версия с Лондонската филхармония. Тази версия на песента фигурира в сингъла на „Kuolema tekee taiteilijan“.